# Niewald
Niewald este o localitate care este situată la 6 km de orașul Detmold, de care aparține, Nordrhein-Westfalen, Germania. Localități vecine sunt: Oettern-Bremke, Jerxen-Orbke si Nienhagen.